# Radețki, Sliven
Radețki (în bulgară Радецки) este un sat în comuna Nova Zagora, regiunea Sliven,  Bulgaria. 

## Demografie
Componența etnică a satului Radețki
     Bulgari (82,45%)
     Romi (13,03%)
     Nicio identificare (4,51%)
     Altele (0%)
La recensământul din 2011, populația satului Radețki era de 399 locuitori. Din punct de vedere etnic, majoritatea locuitorilor (82,45%) erau bulgari, cu o minoritate de romi (13,03%). Pentru 4,51% din locuitori nu este cunoscută apartenența etnică.